# Vratislávka
Vratislávka – gmina w Czechach, w powiecie Brno, w kraju południowomorawskim. 1 stycznia 2014 liczyła 88 mieszkańców.